# Uberto Breganze
Uberto Breganze (Vicenza, 20 febbraio 1912 – 1º giugno 1999) è stato un politico italiano.

## Biografia
Laureato in giurisprudenza, è avvocato. Esponente della Democrazia Cristiana, subentra al posto del deputato deceduto Fiorenzo Cimenti nel 1951 nel corso della I legislatura, alla Camera dei deputati è stato poi eletto per altre tre legislature, rimanendo in carica fino al 1968.
Muore il 1º giugno 1999 all'età di 87 anni.